# Yushanpu (köpinghuvudort i Kina, Hunan Sheng, lat 27,15, long 111,11)
Yushanpu (kinesiska: 雨山铺, 雨山铺镇) är en köpinghuvudort i Kina. Den ligger i provinsen Hunan, i den södra delen av landet, omkring 220 kilometer sydväst om provinshuvudstaden Changsha. Antalet invånare är 38 075. Befolkningen består av 18 086 kvinnor och 19 989 män. Barn under 15 år utgör 21,0 %, vuxna 15-64 år 68 %, och äldre över 65 år 10,0 %.
Runt Yushanpu är det tätbefolkat, med 383 invånare per kvadratkilometer. Närmaste större samhälle är Tantou, 12,9 km norr om Yushanpu. Trakten runt Yushanpu består till största delen av jordbruksmark.
Genomsnittlig årsnederbörd är 1 620 millimeter. Den regnigaste månaden är maj, med i genomsnitt 246 mm nederbörd, och den torraste är oktober, med 50 mm nederbörd.